# Liriomyza bryoniae
Liriomyza bryoniae este o specie de muște din genul Liriomyza, familia Agromyzidae. A fost descrisă pentru prima dată de Johann Heinrich Kaltenbach în anul 1858.
Este endemică în Germania. Conform Catalogue of Life specia Liriomyza bryoniae nu are subspecii cunoscute.